# 中国人民解放军文职干部证
中国人民解放军文职干部证，是中国人民解放军文职干部的身份证件。

## 简介
1988年12月15日，中国人民解放军总参谋部、总政治部、总后勤部联合发出通知，自1989年1月1日起启用“中国人民解放军军官证”与“中国人民解放军文职干部证”。
1998年10月，1998式中国人民解放军军官证、中国人民解放军文职干部证开始使用。2016年7月1日，中国人民解放军正式换发启用2016式中国人民解放军军官证、中国人民解放军文职干部证，两证均由中央军委政治工作部干部局监制。
中国人民解放军文职干部证是中国内地有效身份证件之一。中国人民解放军文职干部持该证一般可以享受免费乘坐城市公共汽车等优待。